# Wolfgang Ruppert
Wolfgang Ruppert (* 1946 in Hof (Saale)) ist ein deutscher Kulturhistoriker. Er ist seit 1988 Professor für Kultur- und Politikgeschichte an der Universität der Künste Berlin.

## Leben
Ruppert studierte Geschichte, Germanistik, Soziologie, Politologie und Kunstgeschichte in München. Von 1978 bis 1981 konzipierte und entwickelte er das Museumsprojekt „Industriekultur in Nürnberg“. Von 1981 bis 1983 arbeitete er als freier Autor und Filmemacher für das Fernsehen, an Buchprojekten und an einem Gutachten für den Senator für Wissenschaft und Forschung Berlin. Von 1983 bis 1988 lehrte er Kulturgeschichte im Studiengang Geschichtswissenschaft der Universität Bielefeld. Von 2003 bis 2005 war er geschäftsführender Direktor des Instituts für Theorie und Praxis der Kommunikation der Universität der Künste Berlin. 2005 wurde er von der Enquete-Kommission des Deutschen Bundestages zur Kultur in Deutschland als Experte für die Fragen im Zusammenhang mit dem modernen Künstler einbezogen beim Schlussbericht der Enquete-Kommission des Deutschen Bundestages, 2008.
Seine Arbeitsschwerpunkte umfassen die Gegenstandsfelder der Geschichte des modernen Künstlers, der Geschichte der Dinge, der Geschichte der Gestaltung und der politischen Kultur in Deutschland. In den 1980er Jahren beschäftigte er sich mit der Industriekultur, der Geschichte von Arbeit und Industrialisierung in Deutschland, der Geschichte der Fotografie, der Geschichte der Arbeiter sowie der Geschichte der deutschen Sozialdemokratie. Er beschäftigt sich seit 1999 auch institutionell mit dem Wechselverhältnis von Kultur- und Politikgeschichte.

## Publikationen (Auswahl)
- Die Fabrik. Geschichte von Arbeit und Industrialisierung in Deutschland, C.H. Beck, München 1983, Lizenzausgabe der Büchergilde Gutenberg 1985.
- Bürgerlicher Wandel. Studien zur Herausbildung einer nationalen deutschen Kultur, Campus, Frankfurt a. M./New York 1981, als Taschenbuch unter dem Titel: Bürgerlicher Wandel. Zur Geburt der modernen deutschen Gesellschaft im 18. Jahrhundert, Fischer Taschenbuch, Frankfurt a. M./New York 1984.
- Fotogeschichte der deutschen Sozialdemokratie (Hrsg. von Willy Brandt), Siedler, Berlin 1988.
- Der moderne Künstler. Zur Sozial- und Kulturgeschichte der kreativen Individualität in der kulturellen Moderne im 19.und frühen 20. Jahrhundert, Suhrkamp, Frankfurt a. M. 1. Aufl. 1998, 2. Aufl. 2000 und 3. Aufl. 2017.
- Künstler! Kreativität zwischen Mythos, Habitus und Profession, Wien Köln Weimar 2018.

## Schriften als Herausgeber
- Industriekultur in Nürnberg. Eine deutsche Stadt im Maschinenzeitalter (zusammen mit Hermann Glaser und Nobert Neudecker), C.H. Beck Verlag: München 1980.
- Lebensgeschichten. Zur deutschen Sozialgeschichte 1850–1950, Leske und Budrich: Opladen 1980 (zugleich Katalogbuch zur gleichnamigen Ausstellung in der Norishalle Nürnberg).
- Erinnerungsarbeit. Geschichte und demokratische Identität in Deutschland, Leske und Budrich: Opladen 1982.
- Die Arbeiter. Lebensformen, Alltag und Kultur von der Frühindustrialisierung bis zum "Wirtschaftswunder", C.H. Beck: München 1986, Lizenzausgabe der Büchergilde Gutenberg 1988.
- Fahrrad, Auto, Fernsehschrank. Zur Kulturgeschichte der Alltagsdinge. Fischer Taschenbuch, Frankfurt a. M. 1993, ISBN 3-596-11252-4.
- Chiffren des Alltags. Erkundungen zur Geschichte der industriellen Massenkultur, Jonas: Marburg 1993.
- Um 1968. Die Repräsentation der Dinge, Jonas: Marburg 1998.
- Zwischen Deutscher Kunst und internationaler Modernität. Formen der Künstlerausbildung 1918 bis 1968, VDG: Weimar 2008.
- Künstler Im Nationalsozialismus. Die "Deutsche Kunst", die Kunstpolitik und die Berliner Kunsthochschule, Wien Köln Weimar 2015.